# Équipe cycliste Gis Gelati
Gis Gelati est une équipe italienne masculine de cyclisme sur route, qui a existé de 1978 à 1988. Elle a notamment remporté le Tour d'Italie avec Francesco Moser 1984 et  Milan-San Remo avec Roger De Vlaeminck en 1979 et Francesco Moser en 1984.

## Principales victoires
- Milan-San Remo : Roger De Vlaeminck (1979), Francesco Moser (1984)
- Circuit Het Volk : Roger De Vlaeminck (1979)
- Tour de Romagne : Giuseppe Saronni (1981)
- Milan-Turin : Francesco Moser (1983)
- Tour du Trentin : Harald Maier (1983), Harald Maier (1985)
- Tour du Latium : Francesco Moser (1984)
- Tour des Apennins : Francesco Moser (1985)
- Semaine internationale Coppi et Bartali : Adriano Baffi (1988)

### Résultats sur les grands tours
- Tour d'Italie
  - 11 participations (1978, 1979, 1980, 1981, 1982, 1983, 1984, 1985, 1986, 1987, 1988)
  - 1 victoire finale :
    - Francesco Moser (1984)

  - 23 victoires d'étape :
    - 3 en 1979: Roger De Vlaeminck (3)
    - 7 en 1980: Giuseppe Saronni (7)
    - 3 en 1981: Giuseppe Saronni (3)
    - 1 en 1983: Palmiro Masciarelli
    - 4 en 1984: Francesco Moser (4)
    - 3 en 1985: Francesco Moser (3)
    - 2 en 1987: Johan van der Velde (2)

  - 5 classements annexes :
    - Classements par points : Giuseppe Saronni  (1980, 1981), Johan van der Velde (1987, 1988)
    - Classements des jeunes : Marco Giovannetti (1986)
- Tour de France
  - 1 participation (1986)
- Tour d'Espagne
  - 1 participation (1984)
  - 4 victoires d'étape : Francesco Moser (2), Roger De Vlaeminck, Palmiro Masciarelli